# Savang Vatthana
Savang Vatthana (ur. 13 listopada 1907 w Luang Prabang, zm. 13 maja? 1978, 1984) – król Laosu od 1959 do abdykacji w 1975; 1941–1946 przewodniczący Rady Królewskiej, 1946–1951 premier, po abdykacji doradca prezydenta Laotańskiej Republiki Ludowo-Demokratycznej; 1977 zesłany na polityczną reedukację; okoliczności śmierci nieznane.
Odznaczony m.in. Krzyżem Wielkim Królewskiego Orderu Kambodży. Od 29 października 1959 Wielki Mistrz Orderu Miliona Słoni i Białego Parasola.